# Michael Polanyi
Michael Polanyi, rodným jménem Polányi Mihály (11. března 1891, Budapešť, Rakousko-Uhersko – 22. února 1976, Northampton, Anglie) byl maďarsko-britský filozof a chemik židovského původu známý svou kritikou pozitivismu, vůči němuž stavěl tezi, že „každé poznání je osobní“ a koncept „tichého poznání“, či kritikou centrálního plánování, jemuž oponoval například konceptem polycentrického spontánního řádu. Jeho starší bratr Karl Polanyi byl známý politický ekonom, autor Velké transformace. Patřil spolu s Raymondem Aronem, Louisem Baudinem, Friedrichem Augustem von Hayekem, či Ludwigem von Misesem k zakládajícím členům Montpelerinské společnosti.